# South Gate, California
South Gate este un oraș din California, SUA. Se află la o altitudine de 35 m deasupra nivelului mării. Are o suprafață de 19,044391 km² și 19,044401 km². Populația este de 92.726 locuitori, determinată în 1 aprilie 2020, prin recensământ.